# Rahamim Talbi
Rachamim Talbi (em hebraico: רחמים טלבי) ou Rahamim Talbiev (Vidin, 17 de maio de 1943) é um ex-futebolista búlgaro naturalizado israelense.

## Carreira
Atuou em dois clubes, o Maccabi Tel-Aviv e o Hapoel Marmorek, seu último clube.
Disputou a Copa de 1970, única disputada por Israel.